# Karolina Szczepaniak
Karolina Szczepaniak (Varsóvia, 12 de agosto de 1992) é uma nadadora polonesa. Ela participou dos Jogos Olímpicos de 2008, nas provas de 800 m livre e do revezamento 4x200 m livre, terminando em 35º e 15º respectivamente, e dos Jogos Olímpicos de 2012, nas provas de 800 m livre e do revezamento 4x200 m livre, terminando em 31º e 13º respectivamente.